# Mechelse kast

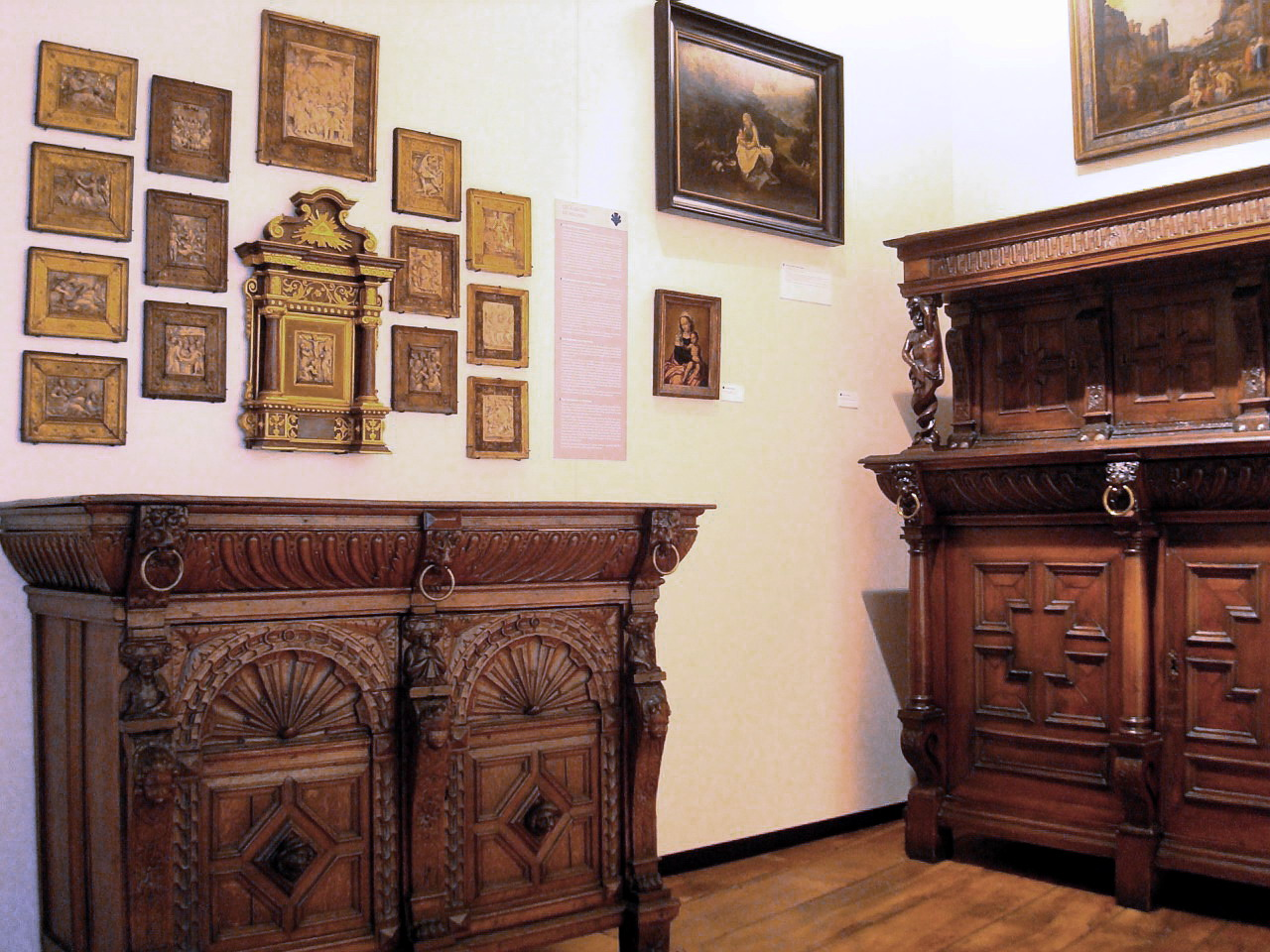
Stijlkamer 16e - 17e eeuw in het Grand Curtius in Luik, België

De Mechelse kast is een 19e-eeuwse kast met veel houtsnijwerk, vervaardigd van donker eikenhout.

## Kenmerken
Er bestaan verschillende modellen in allerlei maten. Vaak gezien is een samengestelde kast met een onder- en een bovenkast. De onderkast heeft in de regel één deur, maar kasten met twee of drie deurtjes of lades zijn ook wel gezien. De meeste kasten hebben beslag en handgrepen in brons en zijn voorzien van rozetten om de sleutelgaten. Er zitten middenplanken in de kastjes. De opstand heeft twee of drie deurtjes met ieder vier facetgeslepen ruitjes, soms met glas in lood en bronzen beslag rond de sleutelgaten. Tussen de onder- en de bovenkasten bevindt zich een open ruimte met achterin soms een facetgeslepen spiegel. De kast heeft vijf leeuwenkoppen met een messing ring. Boven op de kast bevindt zich vaak een opstaande rand in de vorm van een hekwerk.
Werden in Vlaanderen eerst nog vooral kopieën van 16e- en vroeg-17e-eeuwse meubelen gemaakt, zo ontwikkelde zich langzaam een meer populaire variant die wij vandaag de dag als Mechelse stijl bestempelen. Als variatie op de Mechelse stijl van de late 19e eeuw ontwikkelde zich bovendien de Bruegelstijl. Het gaat hier om dezelfde soort meubels als die van de Mechelse stijl, waarbij de leeuwenkoppen echter werden vervangen door mannenkoppen en de panelen werden voorzien van snijwerk in de stijl van de schilder Pieter Bruegel de Oude.
De leeuwenkop met de messingring is wel het meeste herkenbare kenmerk van de Mechelse stijl. Het is een van de stijlelementen die direct uit de renaissance zijn overgenomen. Afhankelijk van de kwaliteit van het meubel is de leeuwenkop helderder uitgewerkt met een verfijnder reliëf.

## Latere 'Mechelse meubels'
De Mechelse meubelfabriek Meurop was een vooroploper wat betreft goedkope meubelen. De fabriek werd opgericht kort na de Tweede Wereldoorlog, toen ook IKEA voor het eerst met meubels op de markt kwam. Onder de producten waren geperste houtvezelplaten met een fineerimitatie in kunststof. Dit is in tegenstelling tot het klassieke Mechelse meubel waarvoor men massief en duur hout gebruikte. De goedkope meubelen uit massaproductie waren vooral populair in de jaren 50 en 60 van de 20e eeuw.